# 太田市立宝泉南小学校
太田市立宝泉南小学校 (おおたしりつほうせんみなみしょうがっこう)は、群馬県太田市の公立小学校である。

## 概要
1957年4月、新田郡宝泉村立宝泉小学校分室として開校した。
毎年、11月に宝南祭りという独自の行事を行っている。地域の人々の協力によって児童が作ったもち米や野菜を使い、宝南汁が作られ、その地域の人々に提供されている。

## 沿革
- 1957年4月 - 新田郡宝泉村立宝泉小学校分室として開校。

## 学区
- 中根町
- 東田島
- 西田島1区
- 西田島2区
- 泉町

## 周辺
- とりせん下田島店
- 木崎駅